# Воздух (фильм, 2015)
«Воздух» — американский постапокалиптический фильм 2015 года режиссёра Кристиана Кантамессы, известного по играм Red Dead Redemption и Middle-earth: Shadow of War. В главных ролях: Норман Ридус, Джимон Хонсу и Сандрин Холт.

## Сюжет
События фильма разворачиваются в будущем, когда ученые предсказывают человечеству скорое вымирание из-за обилия токсичных отходов в окружающей среде. К сожалению, их прогнозы скоро сбываются, потому что воздух становится настолько отравленным, что дышать им не представляется возможным. Большинство людей погибают сразу, и лишь немногие счастливчики успевают спрятаться в подземных бункерах и специально выстроенных убежищах. Теперь на поверхности Земли находиться практически невозможно, и люди уходят в подполье – под землю. Однако, несмотря на весь ужас подобной обстановки, для человечества это ещё не конец, ведь правительство заранее знало о подобной ситуации и подготовило план. В надежном и укрепленном месте существует огромный подземный бункер, в котором собраны лучшие умы человечества, помещенные в анабиоз. Когда придет время, этих ученых необходимо будет разбудить, чтобы они смогли снова восстановить жизнь на земле. Ухаживать за столь ценными людьми назначили двух толковых инженеров: Бауэра и Картрайта. Они сами большую часть времени находятся в анабиотическом сне, но в нужные моменты просыпаются, чтобы обеспечить бесперебойную работу базы и проверить состояние ученых. Долгое время все происходит по одному и тому же распорядку, без всяких непредвиденных ситуаций. Герои просыпаются, делают обход, заносят данные в компьютер и снова засыпают. Казалось бы, что может произойти в этом одиноком бункере, где они – единственные проснувшиеся люди?
Но в определённый момент привычный порядок действий дает сбой. Проснувшись, герои сталкиваются с чрезвычайной ситуацией, которая ставит под угрозу не только жизнь ученых, но и все существование бункера. Бауэр понимает, что если они не разберутся с проблемой, то человечество лишится последнего шанса снова выйти на поверхность земли и начать новую жизнь.
Картрайт тем временем выясняет неожиданное: в бункере существуют другие, ещё неизведанные ими отсеки. Герои отправляются на проверку и выясняют, что в подземелье они не одни...

## В главных ролях
- Норман Ридус — Бауэр
- Джимон Хонсу — Картрайт
- Сандрин Холт — Эбби

Источники